# West Jefferson (Ohio)
West Jefferson – wieś w Stanach Zjednoczonych, w stanie Ohio, w hrabstwie Madison.